# Guerres dàcies
Les Guerres Dàcies o la conquesta de Dàcia (101-102, 105-106) van ser dues guerres entre l'Imperi Romà i Dàcia durant el govern de l'emperador Trajà. El conflicte va ser el resultat de les incursions sobre el Danubi per dacis en el 86 dC al sud del Danubi a la província romana de Mèsia.
La conquesta de Dàcia feta per l'Imperi Romà es va realitzar entre els anys 101 i 106, a través de l'enfrontament entre l'exèrcit romà, dirigit per l'emperador Trajà, i Decèbal rei de Dàcia. El resultat final de la guerra va ser la submissió de la Dàcia i la seva annexió a l'Imperi Romà transformant-se en província.
La guerra es va dividir essencialment en dues etapes: 
En primer lloc, l'emperador Trajà volia venjar-se de les derrotes que l'emperador Domicià havia sofert feia quinze anys, el qual havia fet una incursió en el territori dels dacis amb el propòsit d'intimidar-los i,potser amb l'objectiu no tant ocult, de ser conscients de les possibles dificultats en cas de conquesta.
A la segona fase, l'incompliment per part del rei dels Dacis dels acords signats feia un parell d'anys va obligar a Trajà a ocupar Dàcia de forma permanent, incloent-la al ja vast imperi romà.
Aquesta annexió, però, va generar en els darrers anys un problema estratègic que no es va poder resoldre. Després d'haver estat forçat per Roma per ser un punt clau sobre el Danubi, amb prou feines era sostenible mantenir aquesta província situada dins l'enorme i canviant "mar dels bàrbars" (entre els alemanys i els sàrmates), a causa del necessari desplegament de recursos militars a la zona (de fins a 50 000 armats), amb el consegüent augment de la despesa que hi comportava.

## Context històric
Des del regnat de Burebista, àmpliament considerat com el més gran rei de Dàcia (va governar entre el 82 aC i 44 aC), els dacis representaven una amenaça per l'Imperi Romà; el mateix Cèsar va elaborar un pla per llançar una campanya contra Dàcia. L'amenaça es va reduir quan van sorgir les lluites dinàstiques que van acabar produint una divisió de poder en quatre estats després de la mort de Burebista el 44 aC.
Després de 130 anys de relativa pau al llarg de la frontera romana, a l'hivern del 85 dC a 86 dC l'exèrcit del rei Duras va atacar la província romana de Mèsia.
L'emperador romà Domicià va enviar legions a Dàcia reorganitzant els territoris en dues regions Mèsia Inferior i Mèsia Superior preparant-se per una futura invasió durant la temporada vinent. A l'any següent, el 87 Domicià va ordenar la campanya de conquesta, la primera guerra dàcia. El general romà Corneli Fusc va creuar el Danubi amb 5 o 6 legions a través d'un pont fet amb embarcacions. L'exèrcit romà va ser emboscat i derrotat a la primera batalla de Tapae pels dacis, que estaven liderats per Diurpaneus o Decèbal que més tard es convertiria en el nou rei. Al 88, l'ofensiva romana va continuar, i l'exèrcit romà, aquesta vegada sota el comandament de Teti Julià va derrotar els dacis també en Tapae, que era una fortalesa de la perifèria de Dàcia a Sarmizegethusa (Sarmizegetuza) prop de l'actual Bucova. Després d'aquesta batalla Decèbal, ara el rei dels quatre braços reunits dels dacis, i l'emperador Domicià van arribar a la pau, sobretot perquè les legions eren requerides en altres llocs al llarg del Rin.
Després de la pau del 89 dC, Decèbal es va convertir en un client de Roma, va rebre diners, artesans i màquines de guerra de l'Imperi Romà per defensar l'Imperi. Alguns historiadors creuen que això va ser una pau desfavorable per a Roma.

## Forces
Trajà va reunir un exèrcit compost per moltes legions del Danubi, així com a unitats auxiliars i vexillationes:
- Les legions I Adiutrix, I Italica, I Minervia, II Traiana Fortis, II Adiutrix, IIII Flavia, V Macedonica, VII Claudia, X Gemina, XI Claudia Pia Fidelis, XIII Gemina, XIIII Gemina Martia Victrix, XV Apollinaris i XXX Ulpia Victrix;
- Els vexillationes de les legions II Augusta, III Augusta, III Gallica, IV Scythica,[5] VI Ferrata, VII Gemina, IX Hispana, Legio XII Fulminata,[5] XX Valeria Victrix i XXII Primigenia.[6]

El total de les forces de l'Imperi Romà podrien estar al voltant de 150.000 homes, dels quals 75.000-80.000 eren legionaris i auxiliars 70.000-75.000.
Segons les dades proporcionades per Estrabó, Decèbal podria haver estat capaç de formar un exèrcit d'uns 200.000 homes. a més dels aliats roxolans i bastarnes. Durant la guerra, va tractar de trobar nous aliats en l'Orient com els Parts i a l'Oest les poblacions de sueus de quades i marcomans.
Sembla que els iazigs i els sàrmates van romandre neutrals durant la primera campanya, estaven en guerra amb els romans al llarg de les fronteres de la baixa Pannonia el 107, i potser abans (a partir de 105-106).

## Primera guerra dàcia
Després d'aconseguir el consentiment del Senat Romà, l'any 101, Trajà estava preparat per avançar sobre Dàcia, campanya que el portaria a integrar una nova província dins de les fronteres de l'Imperi Romà. Des que cartaginesos i gals acorralessin Roma l'estratègia més reeixida sempre havia estat la mateixa: reduir el potencial militar de l'enemic a zero aixafant amb tot el pes de les legions i romanitzar posteriorment el territori conquerit imposant l'organització administrativa i obres públiques romanes.
Per a la campanya del 101-102 Trajà disposava de 86.000 homes repartits entre 7 legions i 41 cohorts mixtes (cavalleria i infanteria) d'auxiliars i alguns vexillations d'altres legions. L'exèrcit reunit era enorme, el més gran des de temps d'August i que no seria superat fins a la gran operació de Marc Aureli al Danubi contra els alamans durant les Guerres Marcomanes.
L'exèrcit va marxar sobre Tapae on es va lliurar la decisiva batalla de Tapae. S'atrinxerà el líder daci amb uns 40.000 homes entre cavalleria sàrmata i infanteria dàcia. Donada la inferioritat numèrica de les seves forces, decideix jugar-se-la preparant una trampa a Trajà, però aquest, preveient la situació, divideix el seu exèrcit en dos grups. El primer dirigit pel mateix emperador el formen les legions I Adiutrix i II Adiutrix Pia Fidelis, IV Flavia i VII Claudia més les dues cohorts de la guàrdia pretoriana, 20 d'infanteria auxiliar i 30 mixtes amb unes 10 ales de cavalleria. Aquesta força es dirigirà frontalment cap als 30.000 homes d'infanteria que presenta Decèbal a l'estret pas pel qual obliga a passar Trajà. Diverses de les cohorts auxiliars i vexilations s'ocupen de cobrir els flancs mentre el segon contingent deixat al comandament de Terç Julià s'interna al bosc amb les legions I Itàlica, V Macedònica, i XIII Gemina per expulsar la cavalleria sàrmata amagada en ell i neutralitzar així la seva emboscada.
El 102 Decèbal, després d'algunes escaramusses menors, es va rendir. La guerra havia durat tan sols uns mesos i havia acabat amb victòria romana. Dàcia es va convertir en un estat tributari i aliat de Roma per la qual cosa diverses legions van ser apostades al seu territori per assegurar el domini romà.

## Segona guerra dàcia
Després de la seva derrota, Decèbal va estar durant un temps complint amb l'acord de pau amb Roma, però aviat va començar a incitar algunes de les seves tribus a la revolta i saquejant les colònies romanes al Danubi. Fidel al seu caràcter intrèpid i optimista, Trajà va reunir les seves forces una vegada més l'any 105 per emprendre una segona guerra contra els dacis.
Igual com al primer conflicte, la segona guerra va consistir en un seguit d'escaramusses que van passar factura minvant les forces entre els membres de l'exèrcit romà. Malgrat tot, Roma no va defallir i es va esforçar per aplegar un gran nombre de tribus aliades que, van acabar sent decisives per aconseguir la victòria, la qual va donar lloc a una segona pau temporal. Finalment, incitat en repetides ocasions pel comportament de Decèbal i les seves reiterades violacions del Tractat de Roma, de nou van fer venir les legions per reprendre l'ofensiva. L'any següent els romans van anar gradualment conquerint el territori de les muntanyes que envolten la capital Sarmizegethusa, fins que a començament de l'estiu de 106, amb la participació de les legions II Adiutrix i Flavia Felix i un destacament (Vexillatio) de la legió VI Ferrata van conquerir la fortalesa.
Els dacis van repel·lir el primer atac, però els romans van destruir les canalitzacions d'aigua a la capital de la Dàcia. La ciutat va ser reduïda a cendres. Decèbal van fugir, però després es va suïcidar abans de ser capturat. Això no obstant, la guerra va continuar. Gràcies a la traïció d'un confident del rei daci Decèbal, Bicilis, els romans van trobar el tresor del rei al riu de Sargesia, una fortuna estimada per Jerome Carcopino en 165.500 kg d'or i 331.000 kg de plata. L'última batalla amb l'exèrcit del rei Daci va tenir lloc a Porolissum (Moigrad).

## Conseqüències
El regne de Dàcia va deixar d'existir, menys en algunes zones que es van mantenir lliures com Mureş i Crişana. El cor de l'antic regne de Decèbal va ser transformat al llarg de tot Oltènia occidental i el Banat, en la nova província de Dàcia, la nova capital va passar a ser la Colonia Ulpia Trajana Augusta. En contrast, gran part de les planes de Valàquia, de Muntènia i Moldàvia es van atribuir a la província de la Mèsia Inferior

### Les reaccions immediates

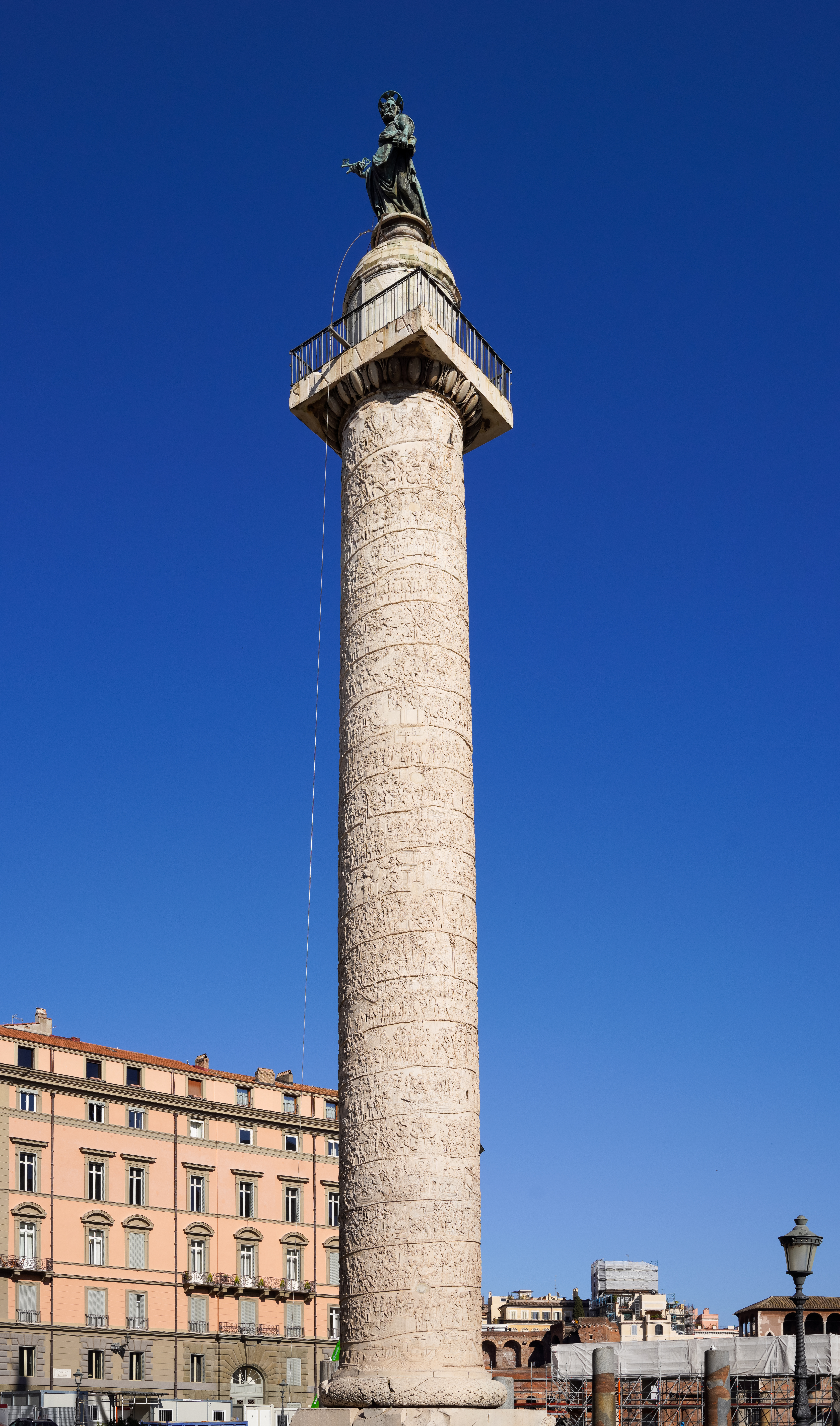
La columna de Trajà a Roma

Es diu que amb la conquesta de la Dàcia, Trajà va obtenir un gran botí, estimat en cinc milions de lliures d'or (equivalent a 226.800 kg), el doble d'aquesta quantitat en plata més una quantitat aclaparadora provinent de saquejar, així com mig milió de presoners de guerra amb les seves armes. Aquest va ser el fabulós tresor de Decèbal que el rei amagava al llit d'un petit riu, prop de la seva capital, Sarmizegethusa.
Al mateix emperador li va ser atorgat un gran triomf, amb espectacles de gladiadors, curses de carros al Circ Màxim, un nou fòrum i la construcció de la famosa columna, de trenta metres d'alçada en la qual hi ha un fris de 200 metres que fa la volta a la columna 23 vegades, la columna relata les gestes militars de Trajà i els seus generals.
Més enllà d'això, la conquesta va contribuir a un augment permanent d'ingressos a les arques de l'Estat, gràcies a les riques mines d'or de Dàcia, que van ser reobertes sota la supervisió dels funcionaris imperials i que proporcionaria una font útil de finançament per a les futures campanyes de Roma. Les restes de les activitats mineres encara són visibles, especialment a Roşia Montană.
Altres testimonis dels triomfs i dels honors atorgats a través de l'imperi de Trajà trobem l'Optimus Princeps que encara avui són visibles, així com en la representació escultòrica de la guerra de Dacia a la columna a Roma, fins i tot en els arcs de Benevent i Ancona o en el trofeu de Trajà d'Adamclisi de 107/108.

### L'impacte en la història
La colonització massiva de la província amb ciutadans romans, moltes de les dades provenen de les províncies del Danubi, va permetre que l'imperi pogués crear una sortida estratègica dins del "mar de bàrbars" que s'estenia entre el pla del Tisza d'Hongria i els territoris de Valàquia i Moldàvia. Trajà va ser capaç d'ocupar aquests territoris a l'est de Dàcia. A la seva mort, però, van ser abandonats pel seu successor, Hadrià. Un error estratègic que mai va ser reparat, ja que això hauria ajudat a reduir les fronteres imperials, avançant les unitats militars cap a la part inferior del Danubi fins al riu Siret i suposant grans estalvis en les despeses militars.
La permanència de Dàcia com a província romana tot i ser històricament limitada a menys de dos segles (la província va ser totalment abandonada el 271), va deixar una empremta duradora a la zona, de manera que el romanès i, per acabar però no menys important, l'estat modern, que ocupa el territori de l'antiga província, que es diu Romania en són una mostra viva.